# Antigene (storico)
Antigene (fine III secolo a.C. – II secolo a.C.) è stato uno storico greco antico.

## Biografia
Di Antigene non si hanno dati biografici certiː probabilmente vissuto tra fine del IV ed inizio del II secolo a.C., il F 1 J. riconduce con una certa probabilità a un alessandrografo abbastanza antico, mentre va esclusa l'identificazione con un omonimo comandante di reggimento di Alessandro Magno.

## Opere
Della sua opera, una storia di Alessandro Magno, non conosciamo titolo ed estensione, visto che ne restano due brevissimi frammenti non testualiː nel primo, riportato da Plutarco, lo si cita come uno degli autori che avevano raccontato l'incontro tra Alessandro e la regina delle Amazzoni, Talestri, mentre la seconda testimonianza, citata da Elio Erodiano, riferisce la menzione dello Zisco, un fiume della Macedonia. Da queste sparute menzioni è pressoché impossibile ricavare alcunché.